# Marten Cumberland
Marten Cumberland, eigentlich Sydney Walter Martin Cumberland (* 23. Juli 1892 in London England; † 1972 in Dublin, Irland) war ein britischer Journalist und Schriftsteller. Neben seinem eigenen Namen benützte er auch das Pseudonym Kevin O’Hara.

## Leben
Nachdem er seine Schulzeit absolviert hatte, schloss sich Cumberland der Royal Navy an und fuhr über sechs Jahre zur See. Während des Ersten Weltkriegs fungierte er als Marinefunker. Nach Kriegsende quittierte er seinen Militärdienst und arbeitete für verschiedene Zeitungen und Radiosender als Journalist, später fungierte er dort auch als Herausgeber. 1923 konnte er erfolgreich mit seinem ersten Roman debütieren.
1928 heiratete Cumberland die Journalistin Kathleen Walsh und ging mit ihr nach Frankreich. Er lebte viele Jahre in Paris und ließ sich um 1960 in Dublin nieder. Er starb 1972 und fand dort auch seine letzte Ruhestätte.

## Rezeption
Seine größten Erfolge konnte Cumberland mit seinen beiden Roman-Zyklen feiern: „Commissaire Saturnin Dax“ war ein Kommissar in Paris, der mit seinen beiden Kollegen „Georges Adler“ und „Félix Norman“ in 34 Bänden Kriminalfälle in und um Paris löste. Unter seinem Pseudonym Kevin O’Hara schrieb er 16 Bände um seinen Protagonisten „Chico Brett“, einen Privatdetektiv aus Buenos Aires mit irischen Wurzeln. Dieser hatte in London sein Büro und arbeitete manchmal mit Inspektor Rawson und Constable Gamble zusammen um seine Aufträge zu erledigen, manchmal auch ohne sie. 
Cumberlands „Commissaire Saturnin Dax“ von der zeitgenössischen Literaturkritik oft mit Georges Simenons „Kommissar Maigret“ verglichen. Neben seinen Kriminalromanen (über 60 Bände) veröffentlichte Cumberland auch einige Dramen und Hörspiele, mit denen er aber kaum einen Erfolg erzielen konnte.

## Werke (Auswahl)

### Als Marten Cumberland
Romane
- zusammen mit B. V. Shann: Behind the scenes. A novel of the stage. London 1923.
- The sin of David. London 1932.

Saturnin Dax Reihe (Kriminalromane)
1. Someone must die. London 1940.
2. Questionable shape. London 1941.
3. Quislings over Paris. London 1942.
4. The knife will fall. London 1943.
5. Not exspected to live. London 1945.
Deutsch: Die Bank in der Rue de la Coférence. Goldmann, München 1961 (übersetzt von Georg Goyert).
6. Steps in the dark. New York 1945.
Deutsch: Schritte im Dunkeln. Goldmann, München 1956 (übersetzt von Georg Goyert)
7. A lovely corpse. London 1946.
Deutsch: Diskretion Ehrensache. Goldmann, München 1961 (übersetzt von Georg Goyert)
8. Hearsed in death. London 1947[1]
9. Hate will find a way. London 1948.[2]
Deutsch: Perlen der Manette Sugru. Goldmann, München 1958 (übersetzt von Georg Goyert).
10. And then came fear. London 1949.
11. On the danger list. London 1950.
Deutsch: Ein Stern geht unter. Goldmann, München 1960 (übersetzt von Georg Goyert).
12. Policeman's nightmare. London 1950.
Deutsch: Alpdruck. Goldmann, München 1960 (übersetzt von Georg Goyert)
13. Confetti can be red. London 1951.[3]
Deutsch: Hochzeitsreise nach Paris. Goldmann, München 1959 (übersetzt von Georg Goyert)
14. The man who covered mirrors. London 1951.
15. Booked for death. London 1952[4]
Deutsch: Sie sind entlassen. Goldmann, München 1960 (übersetzt von Georg Goyert).
16. Fade out the stars. London 1952.
Deutsch: Lösegeld für Ginette. Goldmann, München 1961 (übersetzt von Georg Goyert).
17. One foot in the grave. London 1952.
Deutsch: Schach und matt. Goldmann, München 1957 (übersetzt von Georg Goyert).
18. The charge is murder. London 1953.
19. Etched in violence. London 1953.
Deutsch: Die Frau mit dem Monokel. Goldmann, München 1961 (übersetzt von Georg Goyert).
20. Which of us is safe? London 1953.[5]
21. The frightened brides. London 1954.
Deutsch: Die erschreckten Frauen. Goldmann, München 1960 (übersetzt von Georg Goyert)
22. Unto death utterly. London 1954.
23. The charge is murder. London 1955.
Deutsch: Das geheimnisvolle Atelier. Goldmann, München 1961 (übersetzt von Georg Goyert).
24. Lying at death's door. London 1956.
Deutsch: Theaterkarte für Béatrice. Goldmann, München 1961 (übersetzt von Georg Goyert).
25. Far better dead! London 1957.
Deutsch: Einladung zur Ferienreise. Goldmann, München 1961 (übersetzt von Georg Goyert)
26. Hate for sale. London 1957.
27. Out of this world. London 1958.
Deutsch: Der «Rote Elefant». Goldmann, München 1961 (übersetzt von Georg Goyert)
28. Murmurs in the Rue Morgue. London 1959.
Deutsch: Ein hochachtbarer Bürger. Goldmann, München 1961 (übersetzt von Georg Goyert)
29. Remains to be seen. London 1960.
30. There must be victims. London 1961.
31. Attention! Saturnin Dax. London 1962.
32. Postscript to a death. London 1963.
33. The dice were loaded. London 1965.
34. No sentiment in murder. London 1966.

Theaterstücke
- Inside the room. London 1934.
- Climbing. London 1937.
- Men and the Wife. London 1937.
- Believe it or not. London 1938.
- zusammen mit Claude Houghton: Baxter’s second wife. London 1949.

Sachbücher
- zusammen mit Ray Harrison: The new economics. London 1922.
- How to write serial fiction. London 1928.

### Als Kevin O’Hara
Chico Brett Reihe (Kriminalromane)
1. The customer's always wrong. London 1951.
Deutsch: Sie wussten zuviel. Goldmann, München 1959.
2. Exit and curtain. London 1952.
Deutsch: Gefährliche Fenster. Goldmann, München 1957.
3. Sing, Clubman, sing! London 1952.
Deutsch: Die Tänzerin. Goldmann, München 1957.
4. Always tell the sleuth. London 1953.
Deutsch: Zwischen zwei Gegnern. Goldmann, München 1958.
5. It leaves them cold. London 1954.
Deutsch: Die Schauspielerin. Goldmann, München 1956.
6. Keep your fingers crossed. London 1955.
Deutsch: Chico räumt auf. Goldmann, München 1960.
7. The pace that kills. London 1955.
Deutsch: Die rosarote Brille. Goldmann, München 1956.
8. Women like to know. London 1957.
Deutsch: Manette packt aus. Goldmann, München 1959.
9. Danger - Women at work! London 1958.
Deutsch: Erpresser am Werk. Goldmann, München 1963.
10. Well, I'll be hanged. London 1958.
Deutsch: Meine Frau ist verschwunden. Goldmann, München 1959.
11. And here is the noose. London 1959.
Deutsch: Der geheimnisvolle Fächer. Goldmann, München 1967.
12. Taking life easy. London 1961.
13. If anything should happen. London 1962.
Deutsch: Wenn etwas passieren sollte. Goldmann, München 1962.
14. Don't tell the police. London 1963.
Deutsch: Ein Gentleman mit grauen Schläfen. Goldmann, München 1964.
15. Don't neglect the body. London 1964.
 Eine Frau mit Geld. Goldmann, Leipzig 1965.
16. It's your funeral. London 1966.
Deutsch: Die Waffe einer Frau. Goldmann, München 1970.